# 符碧珍
符碧珍，MH，香港親中派九龍社團聯會及創建力量政治人物，現任香港觀塘區議會觀塘北選區議員，曾任觀塘區議會雙順選區議員。

## 從政生涯
於2007年香港區議會選舉，符碧珍擊敗民主黨羅俊毅，首次當選成為區議員，及後又於2011年及2015年的區議會選舉中自動當選。

### 2019年香港區議會選舉
2019年香港區議會選舉，符碧珍同時面對香港警察員佐級協會前主席陳祖光及本身為大律師的民協成員梁漢祺的挑戰，而建制派整體選情亦大受香港逃犯條例爭議困擾。
雖然符碧珍未有申報政黨背景，但亦得到中聯辦「祝福」，和同區21名親中派候選人共用一名曾於中聯辦密切組織工作的創建力量職員為開支代理人。此外，選舉期間政圈前流傳一份工聯會區選推薦名單，其中符碧珍就得到被列入名單當中。結果，符碧珍以高票當選，陳祖光得票僅及一成一，梁漢祺得到近三成七得票。

## 資料來源
1. ↑  余震宇. . 立場新聞. 2019-11-16  [2020-08-09]. （原始内容存档于2020-07-14）.
2. ↑  . 蘋果日報 (香港). 2019-11-25  [2020-08-09]. （原始内容存档于2020-07-14）.
3. ↑  . 立場新聞. 2019-11-23  [2020-08-09]. （原始内容存档于2020-10-22）.
4. ↑  梁祖饒; 陳信熙. . 香港01. 2019-11-14  [2020-08-09]. （原始内容存档于2020-07-14）.
5. ↑  .   [2020-07-14].[]
6. ↑  . 香港01.   [2020-07-14]. （原始内容存档于2021-01-21）.

| 議會席位                 | 議會席位                                       | 議會席位        |
| ------------------------ | ---------------------------------------------- | --------------- |
| 前任： 羅俊毅（ 民主黨） | 觀塘區議會雙順選區 2008年1月1日-2023年12月31日 | 繼任： 選區合併 |